# St. Elizabeth (Missouri)
St. Elizabeth é uma vila localizada no estado americano de Missouri, no Condado de Miller.

## Demografia
Segundo o censo americano de 2000, a sua população era de 297 habitantes.

## Geografia
De acordo com o United States Census Bureau tem uma área de
2,3 km², dos quais 2,3 km² cobertos por terra e 0,0 km² cobertos por água.

## Localidades na vizinhança
O diagrama seguinte representa as localidades num raio de 28 km ao redor de St. Elizabeth.